# 野引香里
野引 香里（のびき かおり、10月8日 - ）は、日本の女性声優、ナレーター、構成作家。鳥取県出身。

## 人物
元東京俳優生活協同組合所属。2020年1月〜4月の間に所属事務所の東京俳優生活協同組合を退所し、現在はフリーとして活動。俳協ボイスアクターズスタジオ24期生。

## 出演

### ナレーション
- どうしても入りたい! 日本の名湯＆秘湯 BEST20　（2010年10月6日、テレビ東京）
- 結局!確率な〜のだ（2011年1月1日、テレビ東京）
- 未来予報2011（日本テレビ）
- 未来予報201x（日本テレビ）
- レディス4（生ナレーション 2011年4月 - 、テレビ東京）
- NEWS ZERO（日本テレビ）
- SMAP×SMAP コーナー・新語ランド（フジテレビ）
- 水スペ 巨大病院ドキュメント 女たちの救急病棟24時（TBS）
- さまぁ〜ず×さまぁ〜ず（テレビ朝日）
- TVチャンピオン レゴブロック選手権（テレビ東京）
- 満腹!だんだんレストラン（テレビ東京）
- 日曜ビッグバラエティ どうしても食べたい!日本の丼ベスト10（テレビ東京）
- 日曜ビッグバラエティ どうしても入りたい!日本の温泉ベスト10（テレビ東京）
- 日曜ビッグバラエティ どうしても入りたい!日本の秘湯ベスト10（テレビ東京）
- 日曜ビッグバラエティ ニッポンLOVE 外国人 歌うまバトル（2011年10月30日 テレビ東京）
- 月曜プレミア! 月10万円 憧れの海外移住生活（テレビ東京）
- くだまき八兵衛X（テレビ東京）
- きよしとこの夜2011（NHK）
- 美・ドリームズ・スロット（第二日本テレビ）
- 2010MLB新時代 イチロー×松井×松坂〜それぞれの道〜（テレビ朝日 2010年1月3日）
- なるほど！マネーの選択 資産づくり最前線（2011年10月30日 テレビ東京）
- なるほど！マネーの選択 資産づくり最前線2 (2011年12月18日 テレビ東京)

BS
- 生活向上エンタテイメント あなたのお家診断～まだ間に合う!夏に得する節電術（BS12）
- とれたてプルップルッ サンプル百貨店（BS12）
- non-no TV（BS-TBS）
- MADE IN BS JAPAN アジアスキ（生ナレーション 2011年10月〜）
- 生活向上エンタテインメント あなたのお家診断！知って得する節水術 (BS Twellv 2011年11月26日)

CS
- ジャスト・アイ インフォメーション 健康惑星
- パチ☆トラ
- パチ☆トラ2
- パチ☆トラ3（2011年10月～）
- promo-X
- 技の彩

### 吹き替え
- アウトランダー（ガレン）
- アンティーク 〜西洋骨董洋菓子店〜（高校生）
- キッチン 3人のレシピ（高校生）
- CSI:マイアミ8(#8　リリー)
- CSI:8 科学捜査班（#9）
- フード・ボーイ 秘密のパワー（ミッシー）
- マイスウィートソウル（ハ・ジェイン）

### ボイスオーバー
- アナザースカイ（日本テレビ）
- 真相報道 バンキシャ!（日本テレビ）
- SmaSTATION!!（テレビ朝日）
- ザ・ベストハウス123(フジテレビ)

### テレビアニメ
- ef - a tale of memories.（泉絵美）
- ef a tale of melodies (泉絵美)
- ケツ犬（権藤アカネ・チワ公・カオリ）
- 竹山先生。（コーナー内アニメ　お母さん）
- 夢色パティシエール（フロアマネージャー）

### ゲーム
- SDガンダム GGENERATION WORLD（2011年、マイキャラクターボイス女性A）
- 江戸川乱歩の怪人二十面相DS（花崎マユミ）
- バテン・カイトスII 始まりの翼と神々の嗣子（アルマード）
- ブレイブソード×ブレイズソウル[5]
- YO-JIN-BO（香役）
- LORD of VERMILION（オペレーター）
- LORD of VERMILION II（オペレーター・アナンタ・ゾンビメイカー・ホワイトマンティス・ヤクシニー）
- LORD of VERMILION III（オペレーター）

### ラジオドラマ
- あ、安部礼司（TOKYO-FM）（琴浦ミワ役）
- FMシアター　うさぎの神様（NHK－FM）（ガイド役）
- Listen! WONDERGROUND（TOKYO FM）

### ラジオ
- 「NACK5開運ラジオ2011　6時間生放送SP」（NACK5）
- 「Rainbow earth えこめん」（レインボータウンFM）
- 「ラジオでひなたぼっこ革命」（インターネットラジオ音泉）

### ドラマCD
- 銀河拳獣無宿伝リュウ（エミ）
- ごめんなさいと言ってみろ（館野美々子）

### その他コンテンツ
- 妖精さんといっしょ〜遠い空の下で〜（ワラビーHOUSE）「勇気をあげる」歌唱
- くりぃむナントカ  名なしの店頭ナントカ・ホーテ（テレビ朝日）（コーナー内ソング歌唱）
- 江崎グリコ バランスアップ CM出演
- 京成電鉄駅自動放送：京成上野駅、日暮里駅、お花茶屋駅、青砥駅、京成高砂駅、京成小岩駅、京成八幡駅、船橋競馬場駅、京成津田沼駅、八千代台駅、勝田台駅、京成臼井駅、京成成田駅、空港第2ビル駅、成田空港駅、押上駅、京成曳舟駅、八広駅、成田湯川駅

## 構成関連
- 声優が語る怖い話 シリーズ構成